# Möhnetalbahn
| Streckennummer (DB): | 9217, 9218           |                      |                      |
| Kursbuchstrecke (DB): | ex 232n (1958)       |                      |                      |
| Kursbuchstrecke: | 199a (1946)          |                      |                      |
| Streckenlänge: | 53,2 km              |                      |                      |
| Spurweite: | 1435 mm (Normalspur) |                      |                      |
| Maximale Neigung: | 20 ‰                 |                      |                      |
| |                      |                      |                      |
| \| \| \| von Hamm (Westf) \| \| \| \| 0,0 \| Soest \| 98 m \| \| \| \| nach Paderborn \| \| \| \| 1,4 \| Soest Thomätor \| Soest Thomätor \| \| \| 3,1 \| Soest Süd \| Soest Süd \| \| \| 5,9 \| Elfsen \| Elfsen \| \| \| 8,0 \| Neuengeseke-Hackeloh \| Neuengeseke-Hackeloh \| \| \| 9,7 \| Schalloh \| Schalloh \| \| \| 12,7 \| Echtrop \| 278 m \| \| \| 13,4 \| Scheitelpunkt \| 280 m \| \| \| 17,0 \| Wamel \| 218 m \| \| \| 18,7 \| Völlinghausen \| Völlinghausen \| \| \| \| Möhne \| \| \| \| \| Möhne \| \| \| \| 21,0 \| Niederbergheim \| Niederbergheim \| \| \| \| Möhne \| \| \| \| 22,0 \| Westendorf \| Westendorf \| \| \| 22,8 \| Allagen Dorfstraße \| Allagen Dorfstraße \| \| \| 23,8 \| Allagen \| Allagen \| \| \| 25,5 \| Sichtigvor \| Sichtigvor \| \| \| 29,0 \| Belecke Rbf \| Belecke Rbf \| \| \| \| nach Warstein \| \| \| \| \| von Warstein \| \| \| \| 29,8 \| Belecke \| 265 m \| \| \| \| Möhne \| \| \| \| \| nach Lippstadt \| \| \| \| 35,4 \| Altenrüthen \| Altenrüthen \| \| \| 38,0 \| Rüthen \| 290 m \| \| \| 41,8 \| Kneblinghausen \| Kneblinghausen \| \| \| 44,0 \| Heidberg \| Heidberg \| \| \| 48,1 \| Scharfenberg \| Scharfenberg \| \| \| 50,0 \| Wülfte \| Wülfte \| \| \| \| von Paderborn \| \| \| \| 54,2 \| Brilon Stadt \| 426 m \| \| \| \| nach Brilon Wald \| \| |                      |                      |                      |
| Strecke |                      | von Hamm (Westf)     | von Hamm (Westf)     |
| Bahnhof | 0,0                  | Soest                | 98 m                 |
| Abzweig ehemals geradeaus und nach links |                      | nach Paderborn       | nach Paderborn       |
| Bahnhof (Strecke außer Betrieb) | 1,4                  | Soest Thomätor       | Soest Thomätor       |
| Dienststation / Betriebs- oder Güterbahnhof (Strecke außer Betrieb) | 3,1                  | Soest Süd            | Soest Süd            |
| Bahnhof (Strecke außer Betrieb) | 5,9                  | Elfsen               | Elfsen               |
| Haltepunkt / Haltestelle (Strecke außer Betrieb) | 8,0                  | Neuengeseke-Hackeloh | Neuengeseke-Hackeloh |
| Bahnhof (Strecke außer Betrieb) | 9,7                  | Schalloh             | Schalloh             |
| Haltepunkt / Haltestelle (Strecke außer Betrieb) | 12,7                 | Echtrop              | 278 m                |
| Kulminations-/Scheitelpunkt (Strecke außer Betrieb) | 13,4                 | Scheitelpunkt        | 280 m                |
| Bahnhof (Strecke außer Betrieb) | 17,0                 | Wamel                | 218 m                |
| Haltepunkt / Haltestelle (Strecke außer Betrieb) | 18,7                 | Völlinghausen        | Völlinghausen        |
| Brücke über Wasserlauf (Strecke außer Betrieb) |                      | Möhne                | Möhne                |
| Brücke über Wasserlauf (Strecke außer Betrieb) |                      | Möhne                | Möhne                |
| Bahnhof (Strecke außer Betrieb) | 21,0                 | Niederbergheim       | Niederbergheim       |
| Brücke über Wasserlauf (Strecke außer Betrieb) |                      | Möhne                | Möhne                |
| Haltepunkt / Haltestelle (Strecke außer Betrieb) | 22,0                 | Westendorf           | Westendorf           |
| Haltepunkt / Haltestelle (Strecke außer Betrieb) | 22,8                 | Allagen Dorfstraße   | Allagen Dorfstraße   |
| Bahnhof (Strecke außer Betrieb) | 23,8                 | Allagen              | Allagen              |
| Bahnhof (Strecke außer Betrieb) | 25,5                 | Sichtigvor           | Sichtigvor           |
| Betriebs-/Güterbahnhof Strecke bis hier außer Betrieb | 29,0                 | Belecke Rbf          | Belecke Rbf          |
| Abzweig geradeaus und ehemals nach rechts |                      | nach Warstein        | nach Warstein        |
| Abzweig geradeaus und von rechts |                      | von Warstein         | von Warstein         |
| Dienststation / Betriebs- oder Güterbahnhof | 29,8                 | Belecke              | 265 m                |
| Brücke über Wasserlauf |                      | Möhne                | Möhne                |
| Abzweig geradeaus und nach links |                      | nach Lippstadt       | nach Lippstadt       |
| Dienststation / Betriebs- oder Güterbahnhof | 35,4                 | Altenrüthen          | Altenrüthen          |
| Betriebs-/Güterbahnhof Strecke ab hier außer Betrieb | 38,0                 | Rüthen               | 290 m                |
| Haltepunkt / Haltestelle (Strecke außer Betrieb) | 41,8                 | Kneblinghausen       | Kneblinghausen       |
| Bahnhof (Strecke außer Betrieb) | 44,0                 | Heidberg             | Heidberg             |
| Bahnhof (Strecke außer Betrieb) | 48,1                 | Scharfenberg         | Scharfenberg         |
| Haltepunkt / Haltestelle (Strecke außer Betrieb) | 50,0                 | Wülfte               | Wülfte               |
| Abzweig ehemals geradeaus und von links |                      | von Paderborn        | von Paderborn        |
| Bahnhof | 54,2                 | Brilon Stadt         | 426 m                |
| Strecke |                      | nach Brilon Wald     | nach Brilon Wald     |

Die Möhnetalbahn war eine normalspurige, im Wesentlichen eingleisige Bahnstrecke der Westfälischen Landes-Eisenbahn (WLE) von Soest nach Brilon, die 1898 eröffnet wurde. 2008 waren nur noch Reststücke in Betrieb. In den Abschnitten Soest – Belecke und Rüthen – Brilon wurden die Gleise demontiert und Radwege in dem Trassenverlauf angelegt. Über diese Abschnitte verlaufen heute der Pengel-Anton-Radweg und der MöhnetalRadweg.

## Geschichte
Nachdem die WLE auf ihrer Stammstrecke (Münster–Beckum–Lippstadt–Warstein) positive Ergebnisse erzielt hatte, bemühte sie sich auch um das Projekt einer Möhnetalbahn von Brilon nach Soest, das von den Kreisen Brilon und Soest angestoßen worden war. Nachdem der westfälische Provinziallandtag 1896 beschlossen hatte, das halbe Aktienkapital für den Bau der Strecke zu übernehmen, und die Konzession am 16. Dezember 1896 erteilt worden war, konnten die Bauarbeiten beginnen. Am 1. Dezember 1898 wurde die Strecke von Belecke bis Brilon durch die nun als Westfälische Landes-Eisenbahn firmierende Bahngesellschaft in Betrieb genommen, genau ein Jahr später auch der restliche Abschnitt Belecke–Soest. In Belecke nutzte die Bahn den Bahnhof der Stammstrecke der WLE, in Brilon (Stadt) und in Soest mündete die Möhnetalbahn in die Staatsbahnhöfe ein.
Wegen des Baus des Möhnesees 1908 bis 1913 musste die Strecke im Bereich des Bahnhofs Wamel verlegt werden, ein neuer Bahnhof Wamel höher am Hang gebaut werden sowie der erst kurz (seit 1899) in Nutzung gewesene Bahnhof abgerissen werden. 1933 wurde am Seeufer auf der Fläche des vorigen Bahnhofs von der WLE ein Strandbad eingerichtet, das in den Sommermonaten für entsprechendes Verkehrsaufkommen sorgte. Der Verlauf der alten Strecke kann noch heute, 100 Jahre später, anhand der Straße nach Wamel nachvollzogen werden. Die Verlegung erfolgte in Wamel ca. sechs Höhenmeter oberhalb der alten Trasse und erforderte einen Geländeeinschnitt am Westenberg.

## Personenverkehr

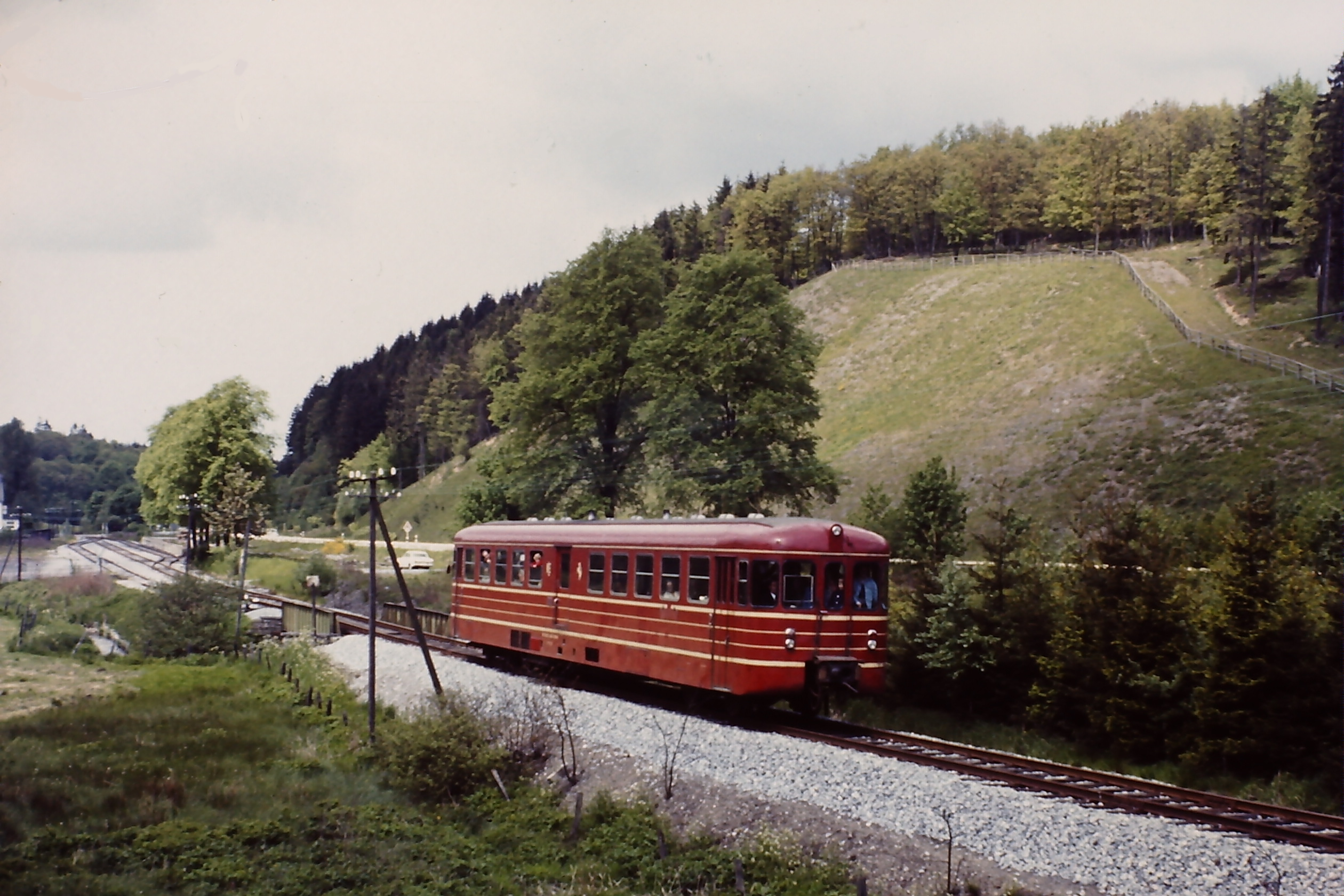
VT 1033 auf der Möhnetalbahn bei Rüthen im Juni 1975

Im Personenverkehr war die Kreisstadt Brilon bevorzugtes Ziel.
1938 verkehrten sechs Personenzugpaare auf der Strecke; 1954 verkehrten zwischen Soest und Belecke werktags zehn Zugpaare, von Belecke bis Brilon sechs.
Eine Besonderheit auf dieser Strecke war der Kiepenkerl-Express von Münster über Soest und Brilon nach Bad Wildungen. Dieser Zug aus DB-Fahrzeugen verkehrte vom 2. Juni 1957 bis zum 28. Mai 1960. 
Der übrige fahrplanmäßige Personenverkehr wurde schon am 26. September 1958 zwischen Belecke und Brilon eingestellt; am 28. Mai 1960 endete er auch zwischen Belecke und Soest.
Den Personenverkehr entlang der Strecke haben nach der Einstellung parallele Buslinien der WLE übernommen, die später an das Schwesterunternehmens Regionalverkehr Ruhr-Lippe übergingen. Noch heute verkehren die Linien R 51 Soest – Warstein und R 71 Belecke – Rüthen (– Brilon) entlang der ehemaligen Bahntrasse. Im Abschnitt Rüthen – Brilon wurde das Busangebot mittlerweile auf nur noch drei Fahrradbusse an Sonntagen in der Sommersaison reduziert.

## Güterverkehr

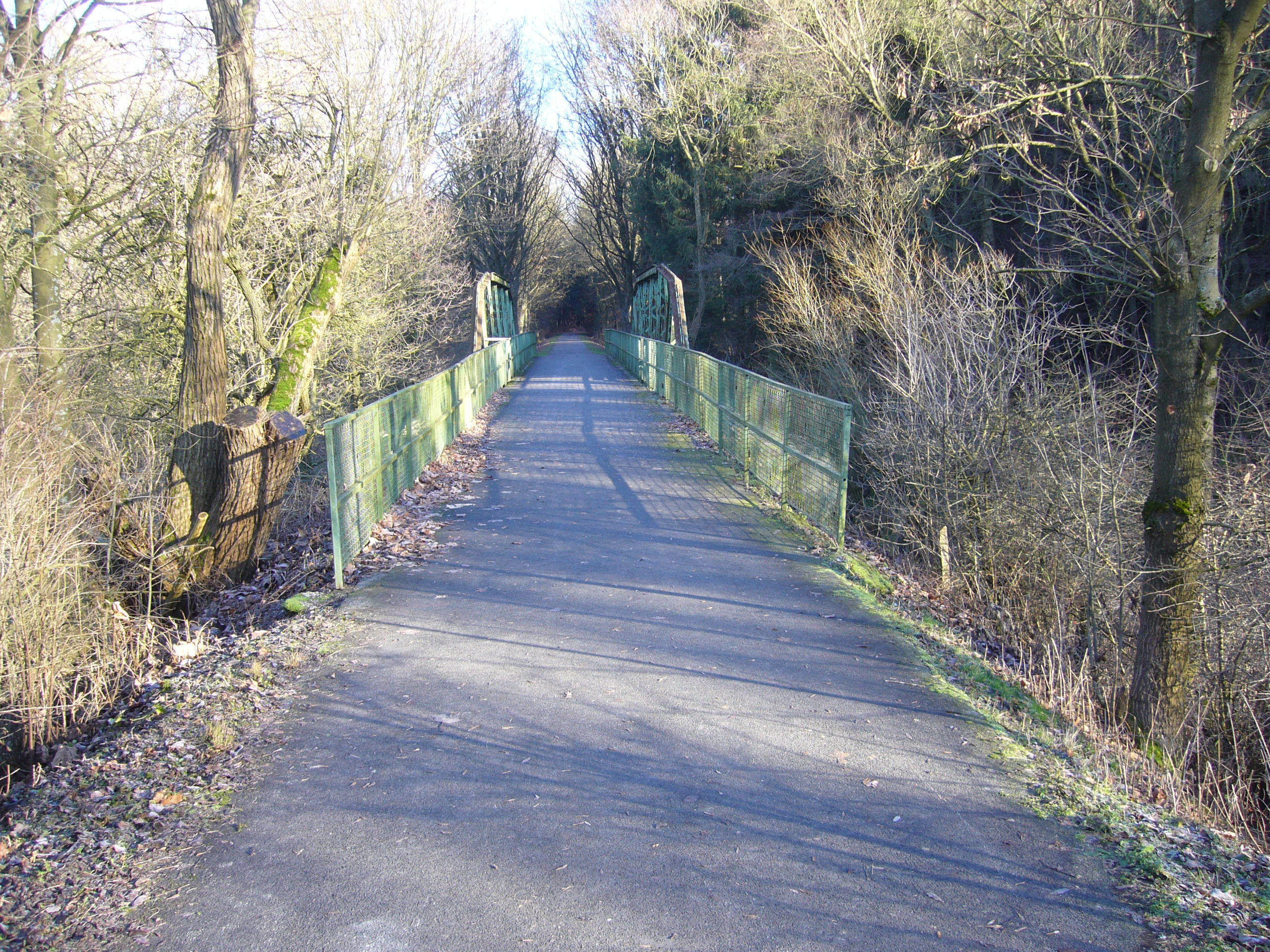
Möhnebrücke der ehemaligen Bahntrasse zwischen Niederbergheim und Völlinghausen, heute genutzt durch den Pengel-Anton-Radweg

Neben dem für die WLE typischen Kalkstein- und Zementverkehr gab es vor allem im Bereich Soest mehrere Anschließer. Auf vielen Bahnhöfen waren Holzladegleise eingerichtet, da die Holzabfuhr eine große Rolle im Güterverkehr spielte. 
In Heidberg wurde im Zweiten Weltkrieg ein Treibstofflager eingerichtet; nach dem Krieg wurde es von den belgischen Streitkräften betrieben und bis in die 1990er Jahre bedient. Die später dort angesiedelte Industrie hatte kein nennenswertes Schienenverkehrsaufkommen. 
Der Güterverkehr zwischen Belecke und Soest Süd wurde am 17. April 1970 eingestellt und die Gleise 1972 und 1973 ab Belecke Rangierbahnhof abgebaut. Die Bedienung der Anschließer in Soest wurde 1973 an die AG Ruhr-Lippe-Eisenbahnen (RLE) übergeben. Ab 1987 übernahm die Deutsche Bundesbahn die Bedienung; am 31. Dezember 2001 wurde dieser Restverkehr eingestellt. 
Zwischen Brilon und Heidberg wurde der Güterverkehr am 28. Februar 1979 eingestellt; die Gleise wurden im darauffolgenden Jahr abgebaut. Zwischen Heidberg und Rüthen war Güterverkehr noch bis zum 31. Dezember 1994 möglich. Der Abschnitt ging an die heutige Straßen.NRW über. Die Gleisanlagen sind allerdings weiterhin größtenteils vorhanden, teilweise jedoch stark zugewachsen. 2022 wird noch das Reststück Belecke–Rüthen bedient; es dient hauptsächlich der Holzabfuhr und der Beschickung des Sägewerks.
Wegen der umfangreichen Holztransporte infolge des Orkans Kyrill (Januar 2007) wurde das Reststück Belecke–Rüthen, entgegen der ursprünglichen Planung zur Stilllegung, unter rollendem Verkehr noch für 1,2 Millionen Euro saniert.

## Zukunft
Eine Wiederaufnahme des Personenverkehrs ist auf der Strecke auch langfristig nicht vorgesehen. Der Vorschlag einer Verbindung Rüthen – Brilon wurde zuletzt 2024 abgelehnt. Bei Heidberg soll perspektivisch auf der neben der Straße verlaufenden, stillgelegten Trasse eine Lücke auf dem Möhnetalradweg nach Brilon geschlossen werden.